# Пйотр Мишковський (єпископ)
Пйотр Мишковський (нар. 1505, Пшецишув — пом. 5 квітня 1591, Краків) — польський римо-католицький і державний діяч; єпископ плоцький (1567–1577) і краківський (1577—1591); секретар (1559–1563) і підканцлер (1562–1569) великий коронний.

## Життєпис

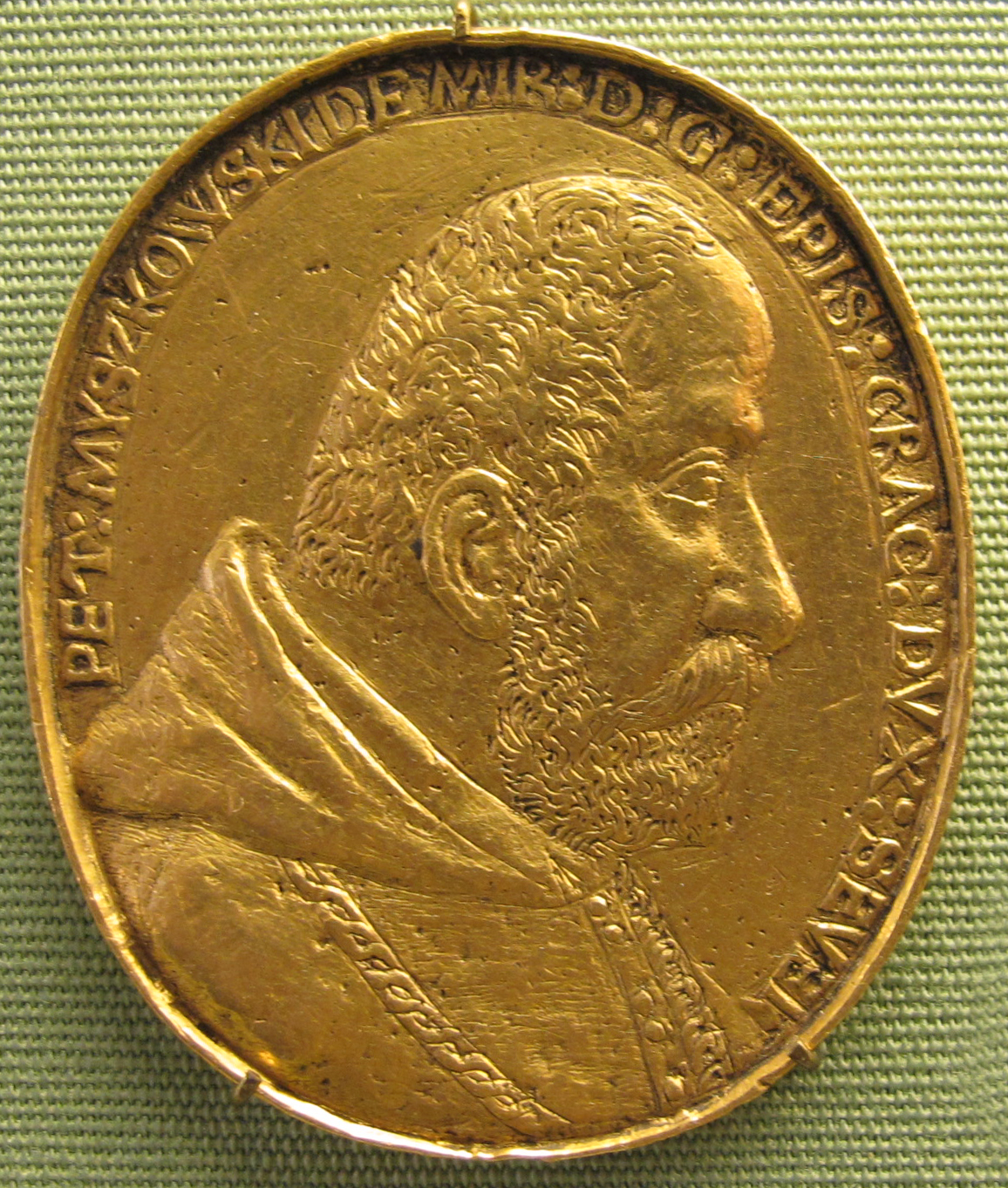
Медаль із зображенням Пйотра Мишковського, 1620 рік

Народився Пйотр 1505 року у сім'ї Яна Мишковського, пізніше королівського ротмістра та каштеляна освенцимського, і Констанції з Пшецишува. Мав брата Зиґмунта, бургграфа краківського та старосту освенцімсько-заторського, і 2 сестер — Анну, дружину Станіслава Ліпніцького; та Зофію, дружину Яна Ціковського.
Пйотр навчався у Краківській Академії з 1527 року за фінансової підтримки єпископа краківського Пйотра Томіцького. Далі навчався у Падуанському (з 1535 року), 1542 року перебував у Римі.

### Політична кар'єра
Пйотр Мишковський працював у королівській канцелярії як секретар королівський (1550), потім займав уряди секретаря великого коронного (1559–1563) і підканцлера коронного (1562–1569). Був підписантом акту Люблінської унії 1569 року.

### Церковна кар'єра
Пйотр Мишковський займав ряд церковних посад. 1544 року став каноніком краківським, був вікарієм генеральним краківської дієцезії та кустосом келецьким (1547), 1549 року — каноніком ґнєзненським; був краківським схоластиком і каноніком плоцьким (1553), архідияконом познанським і деканом краківським (1560), препозитом плоцької катедральної капітули (1562–1568); пробстом ґнєзненським (1560), плоцьким, ленчицьким і познанським (1562), варшавським (1563).
Буллою папи Пія IV від 7 лютого 1565 року Пйотр Мишковський був призначений коад'ютором і єпископом плоцьким. Проте єпископство посів аж після смерті попередника Анджея Носковського на початку 1568 року, урочистий інгрес відбув 1570 року. За рішенням короля, переведений на єпископство краківське 1577 року, урочистий інгрес здійснив 18 грудня.
1573 року Мишковський підтвердив елекцію Генріха III королем польським. 1575 року брав участь у з'їзді в Стенжиці, того ж року підписав елекцію імператора Священної Римської імперії Максиміліана II.
Як єпископ краківський, Пйотр Мишковський займався виданням указів, спрямованих проти діяльності «польських братів». 1580 року провів синод дієцезійний. Розбудував палаци єпископів краківських у Кельцях і Бодзентині. Підтримував діяльність єзуїтів. За його єпископства ксьондз Петро Скарґа створив у Кракові Архібратство Милосердя Пресвятої Діви Марії Скорботної. Сприяв також ордену домініканців. Гуртував навколо себе багатьох тогочасних інтелектуалів і вчених, серед яких були Клеменс Яніцький, Якуб Ґурський, Анджей Патрицій Нідецький, Ян Кохановський, був меценатом останнього.
Помер краківський єпископ 5 квітня 1591 року у Кракові, похований у каплиці Мишковських при домініканському костелі. Автором каплиці є Санті Гуччі, вона є родовою гробницею Мишковських.
Пйотр Мишковський як єпископ був власником великого земельного маєтку, який включав 3 міста і 78 сіл, також Боболицький і Мировський замки та Палац Мірув у Ксьонжі-Великому. Після смерті єпископа, його племінники Пйотр і Зиґмунт створили 1601 року так звану Пінчовську ординацію чи «ординацію Мишковських».